# Kings Highway (linea IND Culver)
Kings Highway è una stazione della metropolitana di New York, situata sulla linea IND Culver. Nel 2014 è stata utilizzata da 1 137 784 passeggeri.
È servita dalla linea F Sixth Avenue Local, sempre attiva.